# Komplexusműveletek
A matematikában olyan halmazok ill. függvények közti műveletet nevezünk komplexusműveletnek, amely eredménye az operandushalmazok elemein végzett műveletek eredményeinek halmaza, illetve függvényeknél pontonkénti műveletvégzés eredménye. A kifejezés az algebrából ered, ahol algebrai struktúrák részhalmazait komplexusnak nevezték.

## Generált komplexusművelet
Legyen {\displaystyle \oplus \,{\mathfrak {S}}\,} halmazon értelmezett, {\displaystyle n\,}-operandusú művelet, és {\displaystyle {\mathfrak {O}}_{1},\ldots ,{\mathfrak {O}}_{n}} részhalmaza {\displaystyle {\mathfrak {S}}\,}-nek. Ekkor, ha szokás szerint a {\displaystyle \oplus \,} művelet által generált komplexusműveletet szintén {\displaystyle \oplus \,} jelöli,
{\displaystyle \oplus \left({\mathfrak {O}}_{1},\ldots ,{\mathfrak {O}}_{n}\right)=\{\oplus \left(o_{1},\ldots ,o_{n}\right):o_{1}\in {\mathfrak {O}}_{1},\ldots ,o_{n}\in {\mathfrak {O}}_{n}\}}

## Példák

### Komplexusösszeg
Legyen {\displaystyle (G,\,+)} csoport, és {\displaystyle E,\,F\,\,G} részhalmazai. Ekkor {\displaystyle E+F=\{u+v:u\in E,\,v\in F\}}; a komplexusösszeg asszociativitása nyilvánvaló, és ha {\displaystyle G\,} Abel-csoport, kommutativitása triviálisan adódik. A lineáris algebra alapvető állítása, miszerint alterek komplexusösszege az általuk generált altér. Diszjunkt alterek komplexusösszegét direkt összegnek nevezzük, és általában {\displaystyle \oplus } jellel jelöljük.

### Minkowski-kombináció
Ha {\displaystyle X\,} valós affin tér, és {\displaystyle E,\,F\subseteq X}, valamint {\displaystyle \alpha +\beta =1\,}, akkor {\displaystyle E\,} és {\displaystyle F\,} {\displaystyle \alpha \,} és {\displaystyle \beta \,} együtthatókkal vett Minkowski-kombinációja a
{\displaystyle \alpha E+\beta F=\{\alpha P+\beta Q:P\in E,\,Q\in F\}}
halmaz. Ha {\displaystyle X\,} vektortér, akkor az {\displaystyle \alpha +\beta =1\,} feltétel elhagyható, ilyenkor {\displaystyle \alpha =\beta =1\,} esetben Minkowski-összegről beszélünk. Könnyen látható, hogy konvex halmazok Minkowski-kombinációja is konvex.

### Komplexusszorzat
Legyen {\displaystyle (R,\,+,\,\cdot \,)\,} gyűrű. Ekkor {\displaystyle P,\,Q\subseteq R} halmazok komplexusszorzatát hagyományosan nem mint a szorzás által generált komplexusműveletet definiáljuk, hanem a így:
{\displaystyle P\cdot Q=\{\sum \limits _{i=1}^{k}{a_{i}b_{i}}:a_{i}\in P,\,b_{i}\in Q,\,k\in \mathbb {N} \}},
hogy amennyiben {\displaystyle I,\,J\,} ideálok {\displaystyle R\,}-ben, komplexusszorzatuk a voltaképpeni komplexusszorzatuk által generált ideál legyen.

### Pontonként vett összeg, szorzat és hatvány
Ha {\displaystyle f,\,g\,} függvények, akkor
{\displaystyle (f+g)(x)=f(x)+g(x)\,}
{\displaystyle (fg)(x)=f(x)g(x)\,}
valamint, ha {\displaystyle f\,} teljes értelmezési tartományán van értelme {\displaystyle q\,}-val hatványozni:
{\displaystyle (f^{q})(x)=f(x)^{q}\,}.